# Krásná Lípa (ort i Tjeckien, lat 50,48, long 13,36)
Krásná Lípa (tyska: Schönlind) är en by och en kommundel i Tjeckien. Den ligger i den nordvästra delen av landet, 90 km nordväst om huvudstaden Prag. Krásná Lípa ligger 604 meter över havet och antalet invånare är 101 (2011).
Terrängen runt Krásná Lípa är kuperad åt nordväst, men åt sydost är den platt. Runt Krásná Lípa är det tätbefolkat, med 636 invånare per kvadratkilometer. Närmaste större samhälle är Chomutov, 5,0 km sydost om Krásná Lípa. Runt Krásná Lípa är det i huvudsak tätbebyggt.